# 고수진
고수진은 대한민국의 배우이다.

## 학력
- 동국대학교 영상대학원 공연예술학

## 출연작

### 영화
- 《소리꾼》 (2020년) - 향월 역

### 방송
- 《신성한, 이혼》 (JTBC, 2023년) - 오렌지스카이 역
- 《리턴》 (SBS, 2018년) - 김하은 역
- 《신의》 (SBS, 2012년) - 월 역
- 《봄날》 (SBS, 2005년) - 수진 역

### 뮤지컬
- 《풋루스 비트업 》 - 에리엘 역
- 《스노우드롭 시즌2 - 마지막여행》 - 오서방 역
- 《창작뮤지컬 매직 릴리》 - 바텐더 1 역
- 《그리스》 - 샌디 역
- 《가스펠》 -  로빈&쏘냐 역
- 《넌센스 》 - 로버트앤 역

## 광고
- 《LG 이노텍》 -2019
- 《SK 하이닉스》 -2019
- 《이니스프리》 - autumn Jeju
- 《아모레퍼시픽》
- 《닥터뉴엘 》
- 《글라소 비타민워터》 - 공항댄스
- 롯데 《후라보노XP 》
- 광동제약 《비타500 》